# Serra dels Saiols
La Serra dels Saiols és una serra situada al municipi de Sant Feliu de Pallerols a la comarca de la Garrotxa, amb una elevació màxima de 893 metres.